# Транскреація
Транскреація (від англ. «translation» — переклад, «creation» — створення) — термін, що використовується в галузі перекладознавства на позначення реінтерпретації сегмента тексту оригінального твору та створення вихідного тексту, пристосованого до авдиторії цільової мови, що вимагає від перекладача створення нових концептуальних, лінгвістичних і культурних конструктів для компенсації відсутності (або неадекватності) наявних. Вдаючись до транскреації, фахівець має, на думку англійського перекладача Пітера Ньюмарка, «перекладати не літери, а дух, не слова, а функції». Цей підхід тісно пов'язаний із поняттям локалізації. Але, на відміну від багатьох інших форм перекладу, транскреація також часто передбачає адаптацію не лише слів, але й відео та зображень.

## Історія
Уперше термін «транскреація» в 1957 році використав індійський поет-перекладач Пурушоттама Лал для охарактеризування нового підходу до перекладу художнього тексту, спрямованого на досягнення повної фонетичної, синтаксичної та морфологічної еквівалентності, при написанні праць про тогочасні переклади санскритської класики. Термін також асоціюється з Арольдо де Кампосом, який порівнював транскреацію з переливанням крові.
У 1960-х його почали застосовувався для того, щоб описати особливий спосіб перекладу рекламного тексту. Усвідомлення успішності цього підходу призвело до виникнення компаній, що спеціалізуються на виконанні транскреативних проєктів. Наразі, до цього адаптивного підходу із сильними тенденціями одомашнення активно вдаються фахівці у сфері перекладу комп'ютерних та відеоігор, мобільних додатків тощо.

## Зв'язок з іншими видами перекладу
Традиційно, за схемою Джона Драйдена, що датується XVII століттям, переклад поділяється на три підходи: метафраза (дослівний переклад), парафраз (переказ) та імітація. Так, транскреація є різновидом «імітаційного» або «адаптаційного» підходу до перекладу. Втім, попри розповсюдженість терміна, доцільність виділення транскреації як окремої форми перекладу ставиться під сумнів.

## Приклади
У попкультурі одним із прикладів використання транскреації є американська адаптація японського аніме «Дораемон», де персонажі та обставини були кардинально змінені відповідно до американських реалій. Наприклад, зображення японських єн були замінені на валюту США, а кіоск зі смаженою солодкою картоплею був замінений на фуд-трак із попкорном.
Аналогічно, американська історія про Людину-павука була відтворена для індійської аудиторії в коміксі «Людина-павук: Індія», дія якого розгортається в Мумбаї. У цьому творі з'являється Людина-павук індійського походження, чиє «справжнє» ім'я — Павітр Прабхакар. Зокрема, замість того, аби битися із Зеленим Гобліном у каньйонах Нью-Йорка, Прабхакар, одягнений у дхоті, бореться з демоном Рахшасою на тлі Тадж-Махалу. Мета таких трансформацій — зробити Людину-павука більш релевантним для індійської авдиторії, встановити глибший емоційний зв'язок із читачем і продати більше коміксів.
Українська адаптація рекламного гасла всесвітньовідомих цукерок Snickers: «Don't stop! Grab a Snickers!» — «Не гальмуй, снікерсуй!» — також є яскравим прикладом транскреації[джерело?].

## Призначення
Оскільки ринки продовжують розширюватися, перед рекламодавцями постають особливі виклики. Щоб бути ефективною, реклама повинна достукатися до сердець і розуму. Отож, здатність долати мовні та культурні кордони є першочерговою для досягнення ефективної глобальної маркетингової стратегії. Необхідно не лише правильно перекласти текст, але і враховувати інші фактори, такі як: культурні особливості, звичаї, діалекти, ідіоматика, гумор і контекст. Будь-яка неповага до спадщини, місцевих цінностей, вірувань і культур може мати негативний вплив на споживачів. Отож, компанії, які виходять на міжнародний ринок, дедалі частіше звертаються до відповідних спеціалістів.
До завдань транскреатора входить встановлення емоційного зв'язку між авдиторією та повідомленням, а також максимізація культурної релевантності. Необхідно врахувати численні чинники, які впливають на розуміння споживачем голосу бренду та цінностей компанії та відповідно можуть суттєво вплинути на ефективність рекламної кампанії.
Транскреація також може сприятливо впливати на SEO-показники вебсайту, оскільки вона сприяє покращенню користувацького досвіду та якості контенту — двох важливих факторів для оптимізації в пошукових системах.